# Jan Olszański
Jan Olszański MIC (* 14. Januar 1919 in Hucisko bei Ternopil; † 23. Februar 2003 in Kamjanez-Podilskyj) war Bischof von Kamjanez-Podilskyj.

## Leben
Jan Olszański trat der Ordensgemeinschaft der Marianer bei und der Erzbischof von Lemberg, Bolesław Twardowski, weihte ihn am 15. November 1942 zum Priester. Der Papst ernannte ihn am 16. Januar 1991 zum Bischof von Kamjanez-Podilskyj.
Der Erzbischof von Lemberg, Marian Jaworski, weihte ihn am 2. März desselben Jahres zum Bischof; Mitkonsekratoren waren Stanisław Nowak, Bischof von Częstochowa, und Tadeusz Kondrusiewicz, Apostolischer Administrator des Europäischen Russlands.
Als Wahlspruch wählte er Mihi vivere Christus est. Am 4. Mai 2002 nahm Johannes Paul II. seinen altersbedingten Rücktritt an.